# Witte de With
Witte Corneliszoon de With (28 mars 1599 – 8 novembre 1658) était un amiral de la Marine de la république des Provinces-Unies.

## Biographie
Il épousa successivement Maria de With (sa cousine issue de germaine, en 1627), Hillegonda van Gogh (+ 1654), Hester de Meester (23 mai 1651) et Catharina van Haestrecht (12 mars 1658). Il eut 10 enfants des 3 premiers mariages.
Deux balles le blessent mortellement lors de la bataille de l'Öresund contre les Suédois. Le roi Carl X Gustav de Suède ordonna de l'embaumer et sa dépouille mortelle fut d'abord exposée à l'hôtel de ville de Helsingör au Danemark comme un trésor de guerre. Ensuite il fut exposé en grande pompe à l'hôtel de ville de Copenhague. Le 12 septembre 1659, son corps est rendu aux Néerlandais et enterré en grande pompe le 7 octobre suivant, dans l'église Saint-Laurent de Rotterdam. Un mausolée a été érigé en son honneur.

## Distinction
Il fut un des rares protestants honorés comme Chevalier de l'ordre de Saint-Michel, sous Louis XIV, par Mazarin le 22 novembre 1646. 

## Caractère
Vice-amiral de Hollande et de Frise occidentale, Warnsinck (en) le décrit comme « haï et craint par ses hommes, évité par ses pairs, et en conflit permanent avec ses supérieurs ». Il doit ses conflits avec ses supérieurs successifs à ses dons de stratège qu'on lui enviait mais aussi au fait qu'il voulait à tout prix leur place. 
Dans l'ordre des successions il resta à chaque fois le plus jeune. Il reste dans l'histoire des Pays-Bas pour plusieurs raisons : un stratège hors pair, son courage sans bornes, son caractère des plus difficiles. Cependant ce caractère des plus autoritaires s'assouplit à la fin de sa carrière et il devint bien plus tolérant envers ses hommes. Lors de la victoire de Piet Hein contre la flotte espagnole connue sous le nom « Zilveren vloot », Witte de With était capitaine du bateau amiral. On lui attribue une grande part de cette victoire historique mais il ne reçut qu'un maigre butin.
Ses altercations avec ses supérieurs ont failli le mener à la décapitation en 1647. Il est finalement rétabli dans son honneur et ses hautes fonctions. Ses capacités professionnelles et son attachement sans failles à son pays ont contribué à sauver sa tête.

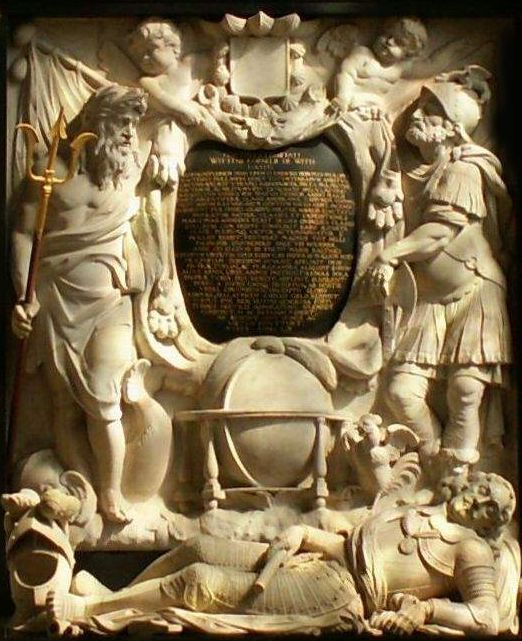
Son mémorial à Rotterdam.

Anne Doedens retrace sa vie dans plusieurs ouvrages historiques en nuançant son personnage trop souvent décrit sous un angle négatif et le présente (sur base des documents de l'époque) comme un des plus grands de son temps (au même titre ou meilleur que Hein, de Ruyter et Tromp).